# Kloster Géronde

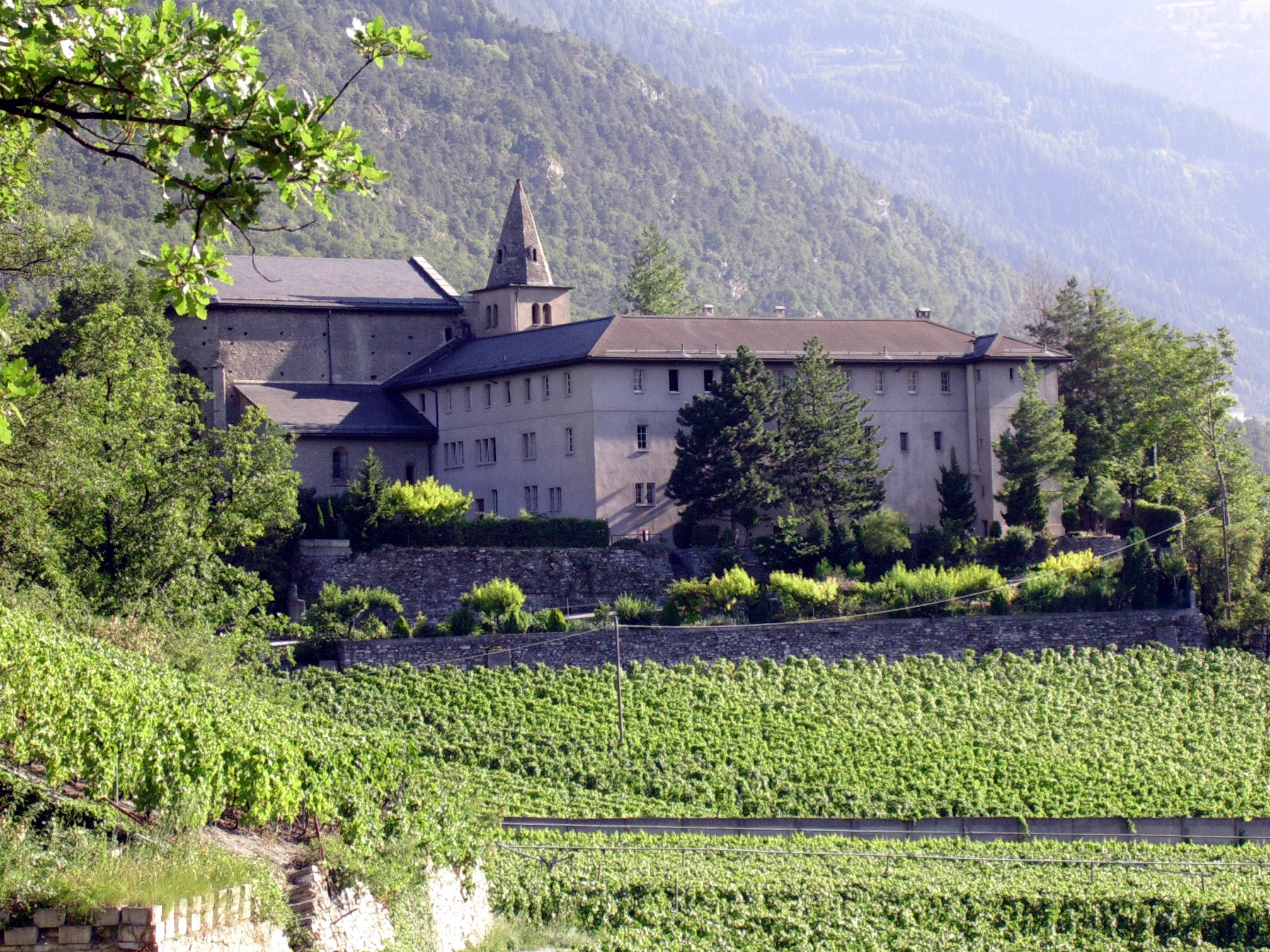
Trappistinnenkloster Géronde

Das Kloster Géronde (deutsch auch: Gerunden) ist seit 2008 ein Schweizer Kloster der Trappistinnen in Siders (Sierre), Bistum Sitten (Sion), das seit dem Mittelalter verschiedene Orden beherbergte.

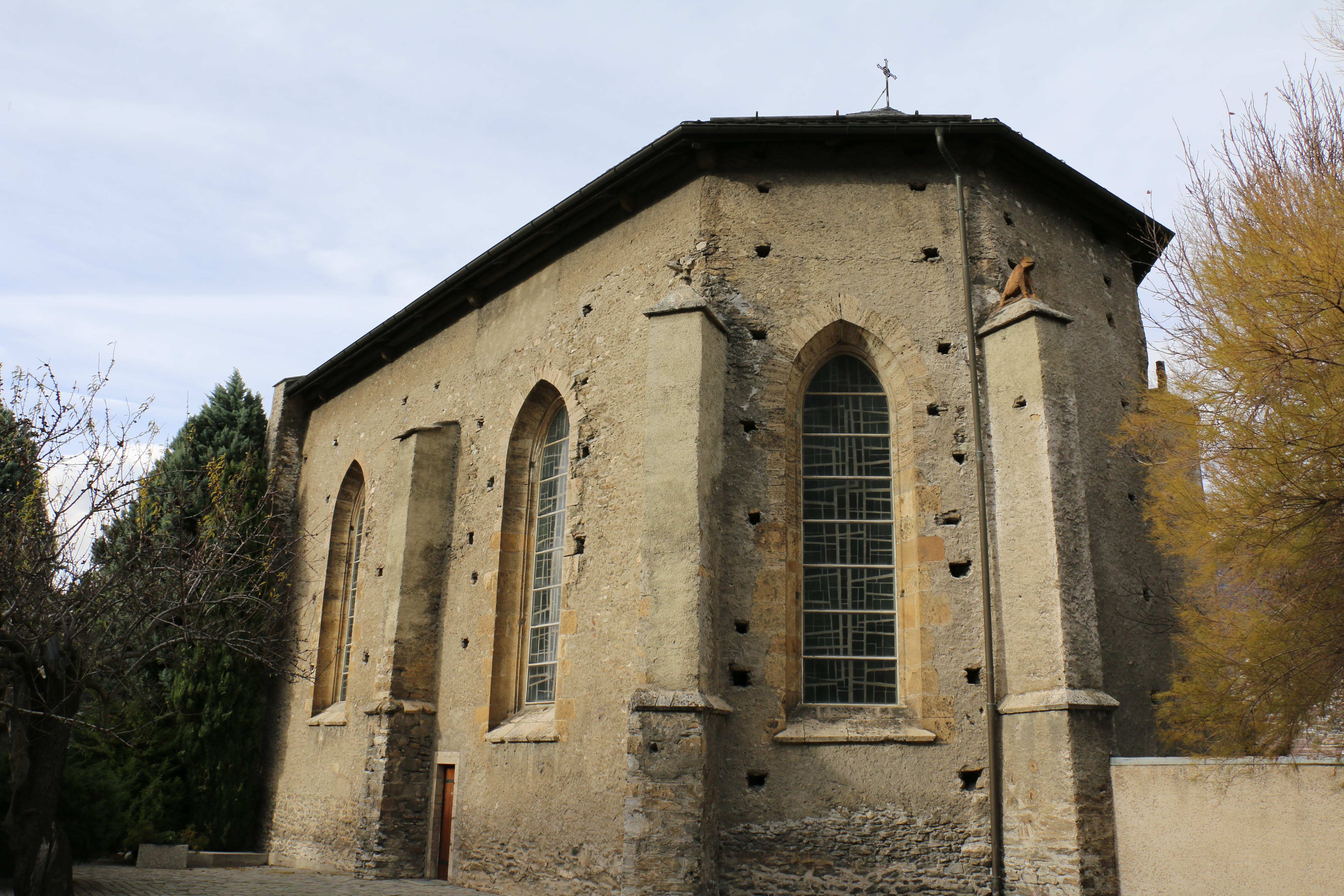
Trappistinnenkloster Géronde

## Geschichte

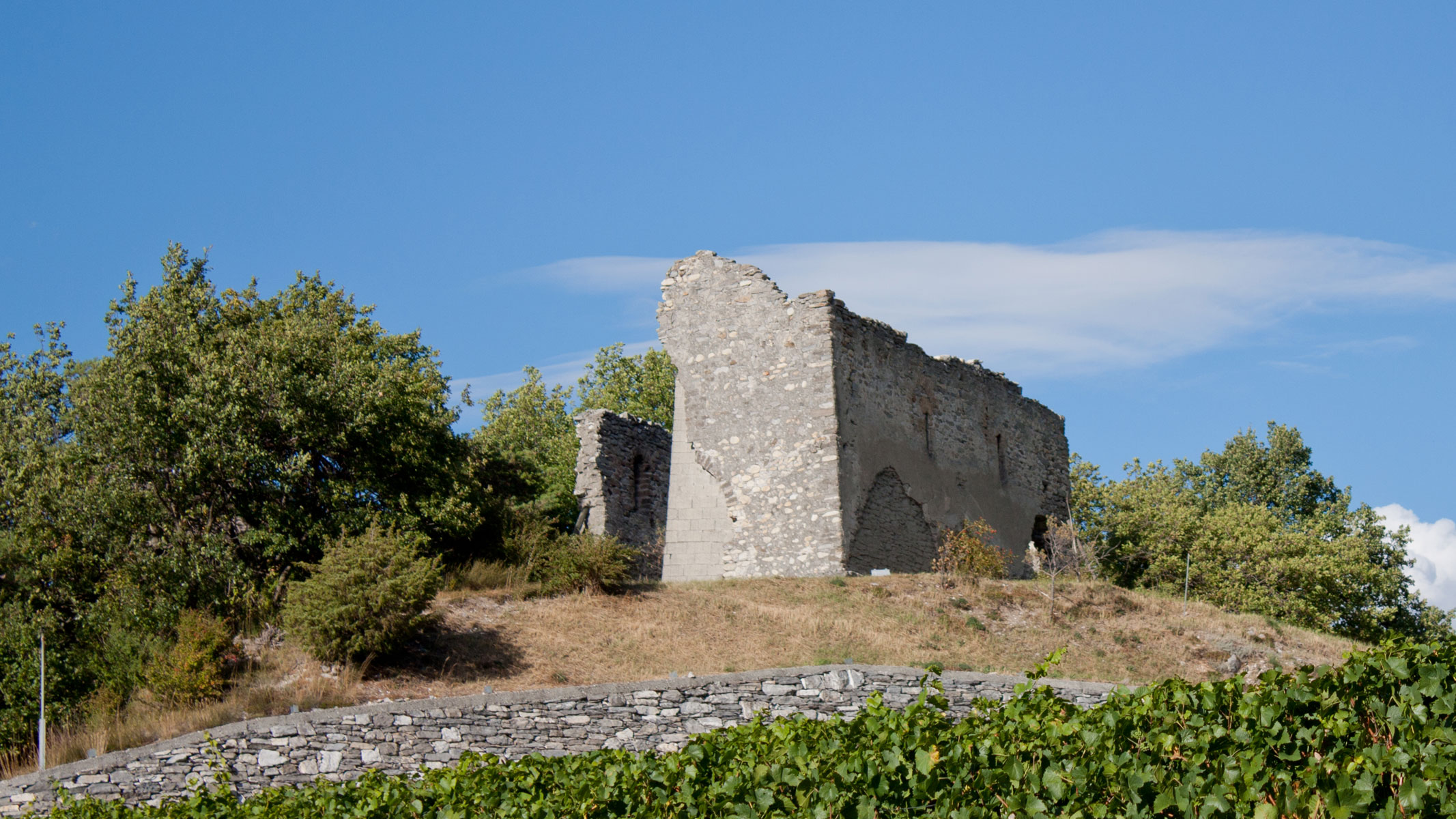
Kapelle Sankt Felix

Der Géronde-Hügel war das Herz des ursprünglichen Siders: Gräber und Ausgrabungsfunde belegen, dass die Siedlung bis in die Bronzezeit zurückreicht. Dazu gehören eine karolingische Kapelle, die dem heiligen Felix geweiht war, und die Gebäude des Klosters Géronde.
Das heutige Trappistinnenkloster Géronde im Kanton Wallis bestand schon im Mittelalter. Es beherbergte nacheinander Augustiner-Chorherren (13. und 14. Jahrhundert), Kartäuser (ab 1331), Karmeliten (1425–1644), Jesuiten (17. Jahrhundert), das bischöfliche Seminar (1748–1780, 1808–1817), sowie von 1831 bis 1834 die vor der Julirevolution geflohenen Trappisten von Kloster Bellevaux, die dann nach Val-Sainte-Marie wechselten. Ab 1870 flohen hierher französische Dominikaner. Von 1893 bis 1929 war Géronde Taubstummenheim. 1935 besiedelten die von Louise de Ballon (1591–1668) gegründeten reformierten Bernhardinerinnen des Klosters Collombey das Kloster Géronde, das 2008 als selbständiges Priorat in den Zisterzienserorden der strengeren Observanz aufgenommen wurde (unter der Aufsicht des Klosters Acey).

### Oberinnen und Priorinnen
- Miryam Frossard (1991–)